# Filippo Pacelli

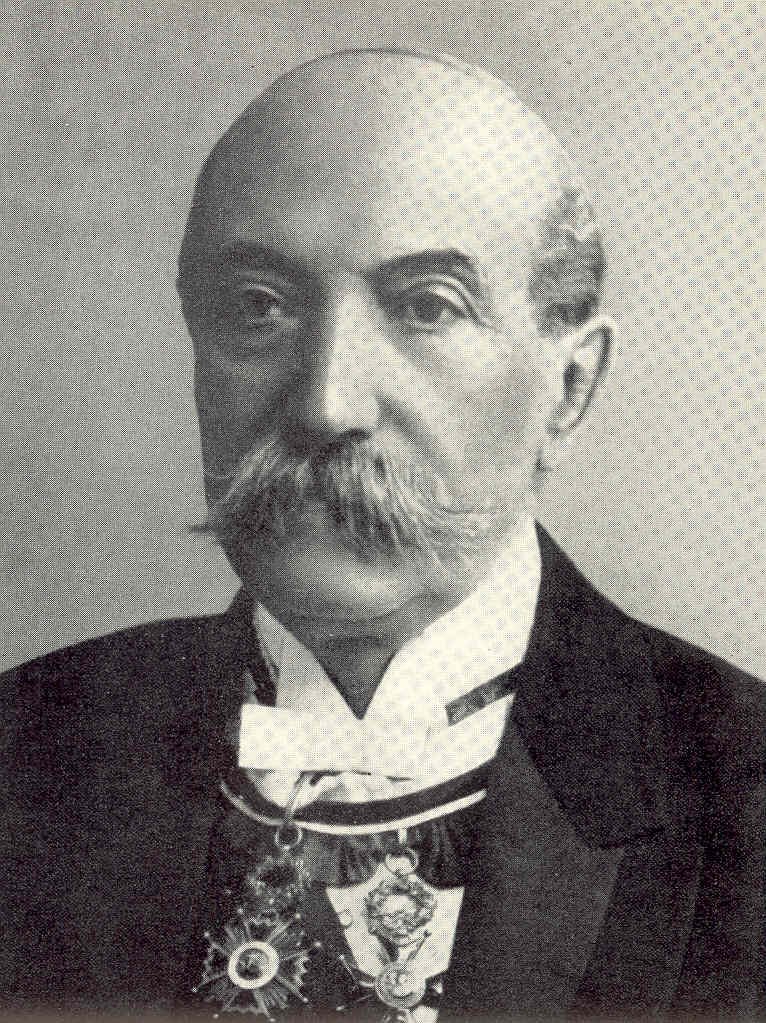
Filippo Pacelli

Filippo Pacelli (Rome, 1 september 1837 – aldaar, 20 november 1916) was een advocaat van het Vaticaan en de vader van de latere paus Pius XII.

## Levensloop
Filippo was de zoon van Marcantonio Pacelli en een niet nader genoemde moeder. Hij was een van zeven kinderen. Evenals zijn vader volgde Filippo een studie rechten en werd hij na zijn studie aangesteld als advocaat van de Sacra Rota Romana.  Later werd hij benoemd tot deken van advocaten van de Heilige Stoel.
In tegenstelling tot zijn vader stond Filippo welwillender ten opzichte van het koninkrijk Italië. In de periode 1886-1905 was hij dan ook, met toestemming van de paus, lid van de gemeenteraad van Rome.
Filippo Pacelli overleed op 79-jarige leeftijd in 1916 te Rome.

## Huwelijk
Op 1 oktober 1871 was Filippo getrouwd met Virginia Graziosi. Uit dit huwelijk werden vier kinderen geboren:
- Giuseppa (1872-1955) – getrouwd met Ettore Mengarini
- Francesco (1874-1935) – getrouwd met Luigia Filippini Lera
- Eugenio (1876-1958) – de latere paus Pius XII
- Elisabetta (1880-1970) – getrouwd met Luigi Rossignani